# الزان بی بیچ
الزان بی بیچ (انگلیسی: Elzan Bibić؛ زادهٔ ۸ ژانویهٔ ۱۹۹۹) ورزشکار دو و میدانی اهل صربستان است.
وی در مسابقات کشوری و بین‌المللی در مجموع برندهٔ ۲ مدال طلا، ۱ مدال نقره و ۲ مدال برنز شده‌است.